# Scapteromys meridionalis
Scapteromys meridionalis — вид ссавців гризунів родини Cricetidae. Є ендеміком південно-східної Бразилії. Це невеликий вид Scapteromys, який був описаний у 2014 році на основі генетичних і морфологічних даних. Природне середовище існування – це болота та луки, затоплені чагарниками та травою. Видова назва, meridionalis, у перекладі з латини означає «південний».